# Ожешково (Мендзиходський повіт)
Ожешково (пол. Orzeszkowo) — село в Польщі, у гміні Квільч Мендзиходського повіту Великопольського воєводства.
Населення — 203 особи (2011).
У 1975-1998 роках село належало до Познанського воєводства.

## Демографія
Демографічна структура станом на 31 березня 2011 року:
|          | Загалом | Допрацездатний вік | Працездатний вік | Постпрацездатний вік |
| -------- | ------- | ------------------ | ---------------- | -------------------- |
| Чоловіки | 94      | 17                 | 72               | 5                    |
| Жінки    | 109     | 27                 | 64               | 18                   |
| Разом    | 203     | 44                 | 136              | 23                   |